# Scleroconcha diplax
Scleroconcha diplax is een mosselkreeftjessoort uit de familie van de Philomedidae. De wetenschappelijke naam van de soort is voor het eerst geldig gepubliceerd in 1988 door Nornicker.